# 興禅寺 (長野県木曽町)
興禅寺（こうぜんじ）は 長野県木曽郡木曽町にある臨済宗妙心寺派の寺院。山号は萬松山。町内の長福寺、大桑村の定勝寺とともに木曽三大寺のひとつ。 

## 歴史

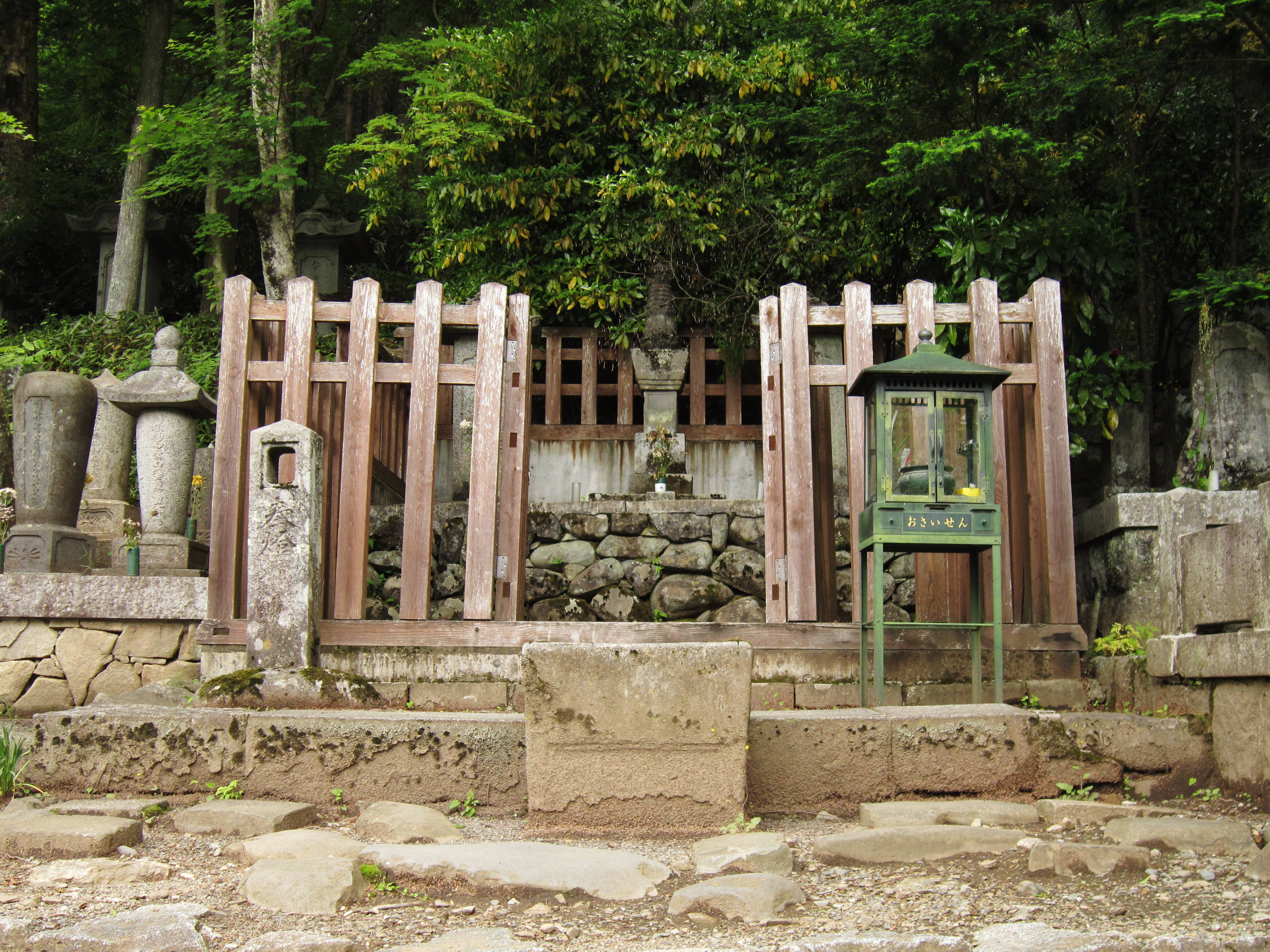
源義仲（中央）・木曾信道（右）・木曾義康（左）の墓

永享6年（1434年）木曾氏十二代の木曾信道(法名:興禅寺殿安翁持公禅定門)が、居館を大桑村須原から木曽福島に遷し、木曾義仲の追善供養のために、鎌倉建長寺五世の圓覚大華を勧請して開山したと伝わる。
文正元年（1466年）木曾家豐が興禅寺に梵鐘を寄進した。
鐘銘には、以下の文が刻まれている。
明応年間(1492～1501年)になって、木曾義元の弟の寂雅良演が二世となって、義元や一族の入道啓秀の庇護を受けて、
明応5年(1496年)、仏殿を建立するなど中興の業を果たした。
元亀年間(1570～1573年)に、薮原村の郷主であった古畑十右衛門正貫は、四世の茂林を勧請開山に招いて、極楽寺を開創した。
天正年間(1573～1592年)の初頭に木曾義昌が帰依し、次の定書を与えて庇護した。
天正10年(1582年)、奈良井宿にある大寶寺を七世の桂嶽祖昌が中興開山したとされるが、当時の興禅寺は五世の東巖の代であった。
天正18年（1590年）、木曾義昌は、徳川家康の関東移封に伴い、家康から下総国阿知戸に1万石を与えられて木曽谷を去った。その後、豊臣秀吉の重臣であった石川光吉が木曾代官となったが、木曾氏ゆかりの興禅寺・長福寺 (長野県木曽町)・定勝寺の三箇寺に対し、次のように保証した。
また同年の細川幽斎の「東國陣道記」にも興禅寺は描かれている。
江戸時代は尾張藩の重臣で木曾代官の山村良勝の庇護を受け山村甚兵衛家の菩提寺となった。
寛永6年（1629年）、山村良豊は、父の山村良勝の隠居を受けて家督を嗣いで木曾代官となったが、当時、菩提寺であった長福寺の住持であった高安は、元は木曾氏の一族でありながら江戸幕府の直参旗本となっていた釜戸馬場氏の出身であったためか仲が悪かったが、興禅寺八世の周谷とは昵懇であったことから、
寛永11年（1634年）に山村良勝が死去した時に、山村甚兵衛家は当主の菩提所を興禅寺に変更して埋葬することとなり、長福寺は山村甚兵衛家の内室方の菩提寺となった。
裏山には、山村良勝以後の山村甚兵衛家の歴代の墓と源義仲（木曾義仲）の印塔、木曾信道及び木曾義昌の墓石がある。
その他将棋の駒型の石塔が11基あるが、刻まれた文字が判読できない状態となっているため詳細は分からないが、木曾氏歴代の墓と伝えられている。
寛永元年(1624年)、山村良勝の家臣の堀尾作左衛門一成が、山村甚兵衛家の知行所であった美濃国恵那郡手賀野村に松源寺を開基し、興禅寺から桂嶽祖昌を請じて開山した。
その後、また衰微していたようであるが、六世の南叔に至って、妙心寺派となり、木曾義昌の帰依を得て、寺運を取り戻している。
寛永8年（1631年）1月、南叔が示寂して桂嶽祖昌が七世となった。
寛永18年（1641年）4月20日、火災により、明応5年(1496年)に中興された仏殿・観音堂など併せて焼失した。
正保2年（1645年）、山村良豊の助成により復興し、承応2年（1653年）、鋳鐘が行われ、次いで山門の建立が行われた。
また同年4月、桂嶽祖昌によって久昌院が創建された。
万治3年(1660年)3月、桂嶽祖昌が、開田村に萬年山 随松菴(瑞松寺)を開創したとされる。
桂嶽祖昌は実際には随松菴には住しておらず、その後、八世の周谷、大仙、九世の嶙山、十世の南槐、十一世の載道、十二世の東隣が関与したとされるが、いづれも、随松菴には住していない。
正徳4年（1714年）、山門に仁王尊を勧請し、山門楼上に十六羅漢を安置した。
七世の桂嶽祖昌、八世の周谷、十世の槐南も妙心寺派の住持となっているし、
宝暦7年(1757年)夏、十一世の載道は、木曾代官の山村良啓の発願によって全国の僧俗180余名を興禅寺に集めて、白隠慧鶴禅師の法華経の講義を24日間にわたって聴聞するなどを実施した。
その後、明治39年(1906年)、昭和2年(1927年)にも大火に遭ったため、開創当時の面影は殆ど残っていない。

## 伽藍・境内

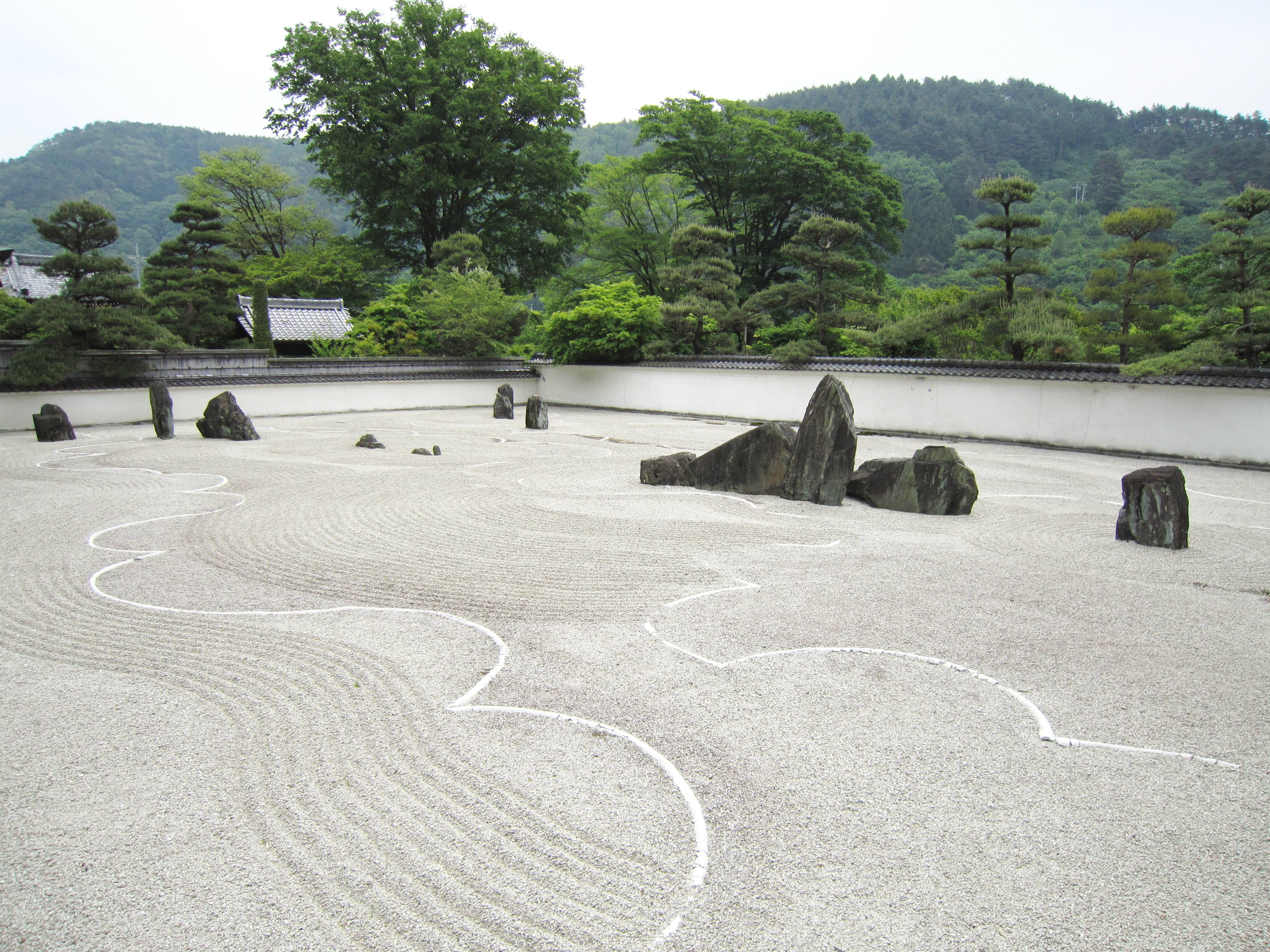
看雲庭

堂宇・庭園・墓地・山林を含めて、寺域は5,300㎡にも及ぶ広大なもので、鬱蒼と茂るヒノキの大木や、老杉、古松に囲まれ、ブッポウソウの渡来地としても知られ、「郷土観光保全地域」に指定されている。
表門を入ると正面に観音堂があり、その後方の右側に瓦葺の入母屋造の大きな本堂がある。左側は庫裏である。いづれも昭和2年(1927年)の大火後の再建で、総ヒノキ造の堂々たる建物である。

### 勅使門
昭和28年(1953年)、勅使門が原形どおりに復元されて昔の姿が復活した。

### 万松庭
古くから方丈の西にある庭園である。

### 看雲庭
昭和38年(1963年)に作庭家重森三玲氏により造られた枯山水庭園で日本一大きな石庭と言われ、高山の雲海の美を表現したものだという。平成31年（2019年）、国の登録記念物に登録された。

### 木曾踊発祥の地の碑
8月13日の夜に繰り広げられる「木曾義仲公松明祭」の武者行列は、この碑の前の広場から出発する。

### 墓地
本堂の裏に墓地があり、木曾義仲をはじめ、開基の木曾信道や、木曾義康・義昌父子の墓、また尾張藩の木曾代官を代々世襲した山村甚兵衛家歴代の墓碑が立ち並んでいる。山村甚兵衛家歴代の墓碑のうち特に注目されるのは、樺島石梁の撰文による墓碑銘を刻む、九代の山村良由の墓碑である。良由は「山村蘇門」とも号し、尾張藩の家老に抜擢された人物で、島崎藤村の夜明け前にも登場する学者・詩人でもある。
この他、信州における自由民権運動の先駆者である武居用拙、近代建築のパイオニアとして著名な建築家である遠藤於菟などの墓もある。

## 末寺
- 久昌院 (長野県木曽町)
- 瑞松寺 (長野県木曽町)
- 臨川寺 (長野県上松町)
- 極楽寺 (長野県木祖村)
- 大寶寺 (塩尻市)
- 松源寺 (中津川市)